# Günter Knoblauch
Günter Knoblauch (geb. 1940) ist ein deutscher Ingenieur und Autor.

## Leben
Er wuchs in der Kreisstadt Aue im sächsischen Erzgebirge auf. Nach dem Schulabschluss wurde ihm ein Besuch der Sportoberschule verweigert, er begann eine Lehre zum Feinoptiker, wurde 1958 zum Studium an die Arbeiter-und-Bauern-Fakultät Dresden delegiert. Von 1962 bis 1966 studierte er Regelungstechnik an der Technischen Universität Dresden. 1966 wurde er durch Mitarbeiter des Ministeriums für Staatssicherheit (MfS) verhaftet und nach 9 Monaten Untersuchungshaft in Dresden unter Ausschluss der Öffentlichkeit nach §16 StEGB (Verbindungen zu feindlichen Organisationen) verurteilt. Haftvollstreckung in Bautzen - auch bekannt als „Gelbes Elend“. Nach seiner Entlassung arbeitete er ab 1968 bei der Wasserwirtschaft in Dresden, 1968–1970 Fernstudent an der Technischen Universität Dresden. Knoblauch hatte bereits 1968 Anträge auf Entlassung aus der Staatsbürgerschaft der DDR und Ausreise in die BRD gestellt. Als das 1970 in der Wasserwirtschaft bekannt wurde, erfolgte seine fristlose Entlassung - es wurde außerdem der Antrag auf Aberkennung seines akademischen Grades an die TU Dresden gestellt und 1971 durch die TU Dresden umgesetzt. 1970 kündigte er offiziell dem Generalstaatsanwalt der DDR seine Flucht in den Westen an, die er 1971 erfolgreich durchführte. Die Geschehnisse - beginnend mit seiner Delegierung an die ABF, seiner Tätigkeit als Reiseleiter für Jugendtourist der DDR, seiner Flucht aus der DDR über die Tschechoslowakei, Ungarn und Österreich verarbeitete er 2021 in der Chronik einer angekündigten Flucht. Diese autobiographische Publikation öffnet zudem einen Blick hinter die Gefängnismauern der DDR, die Methoden des MfS als auch über die Kanäle über die der deutsch-deutsche Häftlingsaustausch lief.
Knoblauch erhielt 1971 bei der Siemens AG in München eine Anstellung in der Großrechnerentwicklung. 1974 wechselte er in den Vertrieb des Bereiches Weitverkehrstechnik. 1979 erhielt er von Vorstand des Bereiches Nachrichtentechnik den Auftrag ein neues Geschäftsfeld für Lichtwellenleiter-Komponenten aufzubauen. Unter seiner Projektleitung entstanden u. a. das Hightech Werk (1986 Grundsteinlegung) für optische Komponenten der Nachrichtentechnik (WOB). 1986 Preisträger der Siemens AG/UBN. 1986 stieg er in den Führungskreis der Siemens AG auf. In den folgenden Jahren leitete er Technologieprojekte, internationale Kooperationen auf dem Nachrichtengebiet. In diese Zeit fällt auch seine Lehrtätigkeit an der Technischen Akademie Esslingen. 1996 entschied er sich, aus dem Unternehmen auszuscheiden und andere Aufgaben anzugehen. Darunter fallen Publikationen zu elektromechanischen und faseroptischen Komponenten. Von 2000 bis 2006 war er Chairman von Mountain-Dreams Pvt. Ltd. (deutsch-schwedisch-nepalesische Aktiengesellschaft auf dem Gebiet des Tourismus in Nepal).
Knoblauch wurde u. a. bekannt durch sein Engagement in Zusammenhang mit Projekten, die aus seiner Rehabilitation durch die Technische Universität Dresden entstanden. Darunter fallen die Tagungen und Publikationen Politisch motivierte Urteile und andere Formen von Repression gegen Studenten der TH/TU Dresden in der DDR (2009), und mit Unterstützung durch die Konrad-Adenauer-Stiftung 50 Jahre Mauer - was bedeutet Freiheit von Lehre und Studium aus dem Blickwinkel der DDR-Vergangenheit  (2011)  und einer Gedenkveranstaltung Zum schwierigen Umgang mit der Vergangenheit (2011). Es folgten, gemeinsam mit dem früheren CDU-Bundestagsabgeordneten Rainer Jork, die Publikation Zwischen Humor und Repression - Studieren in der DDR und Unterstützung durch die Bundesstiftung Aufarbeitung SED-Diktatur als auch die Sächschen und Thüringer Landesbeauftragten zur Aufarbeitung der SED-Diktatur. 2017 erschien – zusammen mit Roland Mey – eine weitere Publikation, die Verstrickungen von Hochschulleitungen in der DDR mit dem MfS am Beispiel der Hochschule für Musik Franz Liszt zum Gegenstand hatten. So wurde u. a. die Geschichte der Hochschule für Musik Franz Liszt Weimar, deren Verfasser Wolfram Huschke war, einer kritischen Würdigung unterzogen. In dieser 2006 erschienenen Darstellung der Hochschulgeschichte wurden nach Ansichts Knoblauchs und Meys die Verstrickungen der Hochschule mit dem MfS ebenso ignoriert wie die Opfer unter den Dozenten bzw. den Studierenden.

## Werke (Auswahl)
- als Herausgeber: Steckverbinder. Systemkonzepte und Technologien mit 41 Tabellen. 1. Auflage. expert-Verlag, Renningen-Malmsheim 1998, ISBN 3-8169-1560-4.
- mit Rainer Jork (Hrsg.):  Zwischen Humor und Repression – studieren in der DDR. Zeitzeugen erzählen, Mitteldeutscher Verlag, Halle (Saale) 2017, ISBN 978-3-95462-897-1.[5]
- als Herausgeber: Steckverbinder: Theorie der Kontakte, neue Technologien, Produkte und Management-Konzepte. 5., durchgesehene Auflage. expert-Verlag, Tübingen 2019, ISBN 978-3-8169-3484-4.
- mit Roland Mey: Defekte einer Hochschulchronik. Die Hochschule für Musik Franz Liszt in Weimar - eine Aufarbeitung. Mitteldeutscher Verlag, Halle (Saale) o. J. [2018]. ISBN 978-3-95462-952-7.
- Chronik einer angekündigten Flucht. 2.222 km von Dresden nach München, 1. und 2. Auflage, Books on Demand, Norderstedt 2021, ISBN 978-3-7543-3345-7.
- Chronik einer angekündigten Flucht – mit einem Geleitwort des Sächsischen Landtagspräsidenten. 3. erweiterte Auflage, Books on Demand, Norderstedt 2023, ISBN 978-3-7583-1257-1.
- Der Schrei. Ein Buch gegen das absichtliche Vergessen. Die Hochschule für Musik Franz Liszt Weimar. Books on Demand, Norderstedt 2023, ISBN 978-3-7578-1708-4.